# مريم (فلم 2005)
ماري (بالإنجليزية: Mary) هو فيلم اثارة درامي أمريكي تم انتاجه في سنة 2005 وهو من إخراج أبل فيرارا وبطولة فوريست ويتاكر وجولييت بينوش وماثيو مودين وهيذر غراهام وماريون كوتيار وستيفانيا روكا. قصة الفيلم تتكلم عن عمل لفيلم عن حياة مريم المجدلية وتتبعها للمسيح، ويتم عمل هذا الفيلم بناءً على الكتب الغير القانونية والغنوصية ليتم انتقاده بشكل كبير ويتم ايضاً اتهامه بترويجه لمعاداة السامية. أثناء ذلك يقوم المذيع تيد يونغر بعمل مقابلة مع مخرج وبطل الفيلم توني تشلدريس ليكشف فيه عن مشاكله مع الإيمان.